# Canzonissima 1971
Canzonissima 1971 è l'edizione 1971-1972 dell'omonima trasmissione musicale, abbinata alla Lotteria Italia, andata in onda tra il 9 ottobre 1971 ed il 6 gennaio 1972 sul Programma Nazionale. Vincitore fu Nicola Di Bari con Chitarra suona più piano, davanti a Massimo Ranieri con Via del Conservatorio e Iva Zanicchi con Coraggio e paura.

## Il programma
Conduttori furono, per la seconda stagione consecutiva, Corrado e Raffaella Carrà, con la novità della presenza fissa dell'imitatore Alighiero Noschese.

## Prima fase - Le eliminatorie
Ad ogni puntata si esibiscono tre uomini e tre donne. Passano il turno i due uomini e le due donne col maggior numero di voti.
Due i sistemi di votazione: in studio attraverso tre distinte giurie e da casa tramite le cartoline. Gli spettatori troveranno sulla cartolina due caselle: una azzurra riservata ai cantanti uomini e una rosa riservata alle donne. Basterà scrivere il nome del cantante uomo e della cantante donna che si vuole votare e quindi spedire il tutto.
In sala sono presenti tre giurie separate: una formata da sole donne, un'altra formata da soli uomini e una terza formata da giornalisti. Questi ultimi, cioè i giornalisti, saranno chiamati a esprimere il proprio voto immediatamente terminata l'esibizione, potendo dare ciascuno da un minimo di 10 punti a un massimo di 30. Un quarto punteggio sarà dato dagli abbuoni del gioco.
A fine puntata vengono mostrati tutti i voti, categoria per categoria, e fatta una classifica provvisoria, che andrà aggiornata con i voti che arriveranno attraverso le cartoline. I risultati definitivi, cioè i nomi di chi passerà la manche, verranno resi noti all'inizio della puntata successiva.
Qui sotto sono evidenziati in grassetto gli artisti che passano il turno.

### Prima puntata (9 ottobre 1971)
- Nada - La porti un bacione a Firenze
- Michele - Susan dei marinai
- Ombretta Colli - Lu primmo ammore
- Donatello - Malattia d'amore
- Rita Pavone - La suggestione
- Mino Reitano - Apri le tue braccia e abbraccia il mondo
  - Ospiti: Alighiero Noschese, Franco e Ciccio, Alberto Lupo, Nino Manfredi, Alberto Lionello[1]

### Seconda puntata (16 ottobre 1971)
- Dalida - Mamy Blue
- Giovanna - Sorge il sole
- Don Backy - Fantasia
- Peppino Gagliardi - Gocce di mare
- Massimo Ranieri - Adagio veneziano
- Patty Pravo - Non ti bastavo più
  - Ospiti: Alighiero Noschese, Florinda Bolkan[2]

### Terza puntata (23 ottobre 1971)
- Tony Del Monaco - Cronaca di un amore
- Iva Zanicchi - Ed io tra di voi
- Carmen Villani - Bambino mio
- Romina Power - Que sera' sera'
- Domenico Modugno - La lontananza
- Gianni Nazzaro - Far l'amor con te
  - Ospiti: Renato Rascel e Gigi Proietti protagonisti della commedia musicale Alleluja brava gente[3]

### Quarta puntata (30 ottobre 1971)
- Gigliola Cinquetti - La domenica andando alla messa
- Mirna Doris - Core 'ngrato
- Gino Paoli - Mamma mia
- Al Bano - 13 storia d'oggi
- Ornella Vanoni - Domani è un altro giorno
- Johnny Dorelli - Mamy Blue
  - Ospiti: Pino Caruso in un monologo sui luoghi comuni sui siciliani, Liliana Cosi ne La morte del cigno[4]

### Quinta puntata (6 novembre 1971)
- Orietta Berti - Ritorna amore
- Paola Musiani - Il nostro concerto
- Bobby Solo - The village
- Little Tony - La mano del Signore
- Marisa Sannia - La mia terra
- Claudio Villa - Il tuo mondo
  - Ospiti: Marcello Mastroianni[5]

### Sesta puntata (13 novembre 1971)
- Fred Bongusto - Sei tu sei tu
- Nicola di Bari - Un uomo molte cose non le sa
- Lara Saint Paul - Strano
- Milva - La filanda
- Sergio Endrigo - Le parole dell'addio
- Rosanna Fratello - Un rapido per Roma
  - Ospiti: Gino Bramieri[6]

## Seconda fase
Accedono alla seconda fase i ventiquattro cantanti che avevano superato il turno
precedente, divisi stavolta in gruppi di otto (quattro uomini e quattro donne). In ogni puntata a spuntarla saranno due uomini e due donne. Si avranno così i nomi dei dodici semi-finalisti (sei uomini e sei donne), che saranno giudicati sulla base di canzoni inedite, presentate a Canzonissima per la prima volta.

### Settima puntata (20 novembre 1971)
si esibiscono i primi otto cantanti (quattro uomini e quattro donne)
- Nicola Di Bari - Lontano lontano
- Rosanna Fratello - Vitti 'na crozza
- Michele - Un po' uomo un po' bambino
- Massimo Ranieri - Io e te
- Patty Pravo - Preghiera
- Johnny Dorelli - E penso a te
- Orietta Berti - Alla fine della strada
- Carmen Villani - Come stai
  - Ospiti: Monica Vitti[7]

### Ottava puntata (27 novembre 1971)
si esibiscono i secondi otto cantanti (quattro uomini e quattro donne)
- Claudio Villa - Na sera e maggio
- Nada - Il cuore è uno zingaro
- Peppino Gagliardi - La ballata dell'uomo in più
- Iva Zanicchi - Exodus
- Marisa Sannia - Quando ti lascio
- Mino Reitano - L'uomo e la valigia
- Ornella Vanoni - L'appuntamento
- Gianni Nazzaro - Miracolo d'amore
  - Ospiti: Alberto Sordi[8]

### Nona puntata (4 dicembre 1971)
si esibiscono gli ultimi otto cantanti (quattro uomini e quattro donne)
- Dalida - Ciao amore ciao
- Rita Pavone - Cuore
- Al Bano - Nel Sole
- Domenico Modugno - Meraviglioso
- Milva - Bella Ciao
- Gigliola Cinquetti - Qui comando io
- Sergio Endrigo - La prima compagnia
- Little Tony - Angelo selvaggio
  - Ospiti: Jean Paul Belmondo, Baden Powell de Aquino[9]

## Terza fase
Accedono alla terza fase in due puntate i dodici cantanti semi-finalisti (sei uomini e sei donne), divisi stavolta in due gruppi da sei (tre uomini e tre donne) con un solo obiettivo: conquistarsi il posto in finale. Inedite le canzoni presentate in questa fase della gara. Solo otto cantanti (quattro uomini e quattro donne) si sfideranno in finale.

### Decima puntata (11 dicembre 1971)
si esibiscono i primi sei cantanti (tre uomini e tre donne)
- Massimo Ranieri - Via del Conservatorio
- Rita Pavone - Lasciati andare a sognare
- Mino Reitano - Ciao vita mia
- Al Bano - La casa dell'amore
- Rosanna Fratello - Sono una donna, non sono una santa
- Iva Zanicchi - Coraggio e paura
  - Ospiti: Vittorio Gassman e Paolo Villaggio promuovono il film Senza famiglia, nullatenenti cercano affetto, In nome del popolo italiano, il libro Fantozzi[10]

### Undicesima puntata (18 dicembre 1971)
si esibiscono gli ultimi sei cantanti (tre uomini e tre donne)
- Gigliola Cinquetti - Canta bambino
- Orietta Berti - Città Verde
- Claudio Villa - La cosa più bella
- Nicola Di Bari - Chitarra suona più piano
- Ornella Vanoni - Il tempo di impazzire
- Domenico Modugno - Dopo lei
  - Ospiti: Narciso Yepes, Gina Lollobrigida parla della sua attività di fotografa, pittrice e cantante interpretando una sua canzone, Nino Manfredi promuove il film La Betìa ovvero in amore, per ogni gaudenza, ci vuole sofferenza[11]

## Finalissime
Nelle ultime due puntate vengono presentate le canzoni arrivate in finale, e la scaletta è la stessa per le due puntate.
Erano partiti in 36 ad ottobre ed ora sono rimasti in otto a contendersi la vittoria finale (quattro uomini e quattro donne). Ad essi sono abbinati altrettanti fortunati telespettatori con in mano il biglietto della lotteria, il cui primo premio è di 150 milioni di lire.
Gli otto cantanti saranno giudicati da venti giurie dislocate nelle sedi regionali della RAI. Ai voti delle giurie saranno sommati con uno speciale coefficiente di ponderazione le cartoline-voto dei telespettatori che hanno votato negli ultimi 10 giorni, dopo la puntata del 25 dicembre.
Cinque sedi di giurie raccoglieranno i voti delle regioni vicine e li comunicheranno in studio alla fine della trasmissione: per l'occasione la RAI schiera nomi di prima grandezza, a Milano ci sono i protagonisti del Rischiatutto Mike Bongiorno e Sabina Ciuffini, a Roma Daniele Piombi e Gabriella Farinon, a Torino i presentatori di “Giochi senza frontiere” Rosanna Vaudetti e Giulio Marchetti, a Napoli Enrico Simonetti e Anna Maria Gambineri, a Firenze Renato Tagliani e Mariolina Cannuli.

### Dodicesima puntata (25 dicembre 1971)
si esibiscono gli otto finalisti
- Orietta Berti - Città verde
- Nicola Di Bari - Chitarra suona più piano
- Rosanna Fratello - Sono una donna, non sono una santa
- Massimo Ranieri - Via del Conservatorio
- Mino Reitano - Ciao vita mia
- Ornella Vanoni - Il tempo di impazzire
- Claudio Villa - La cosa più bella
- Iva Zanicchi - Coraggio e paura
  - Ospiti: Silvan, Franco e Ciccio[12]

### Tredicesima puntata (6 gennaio 1972)
Dopo un primo collegamento con le cinque sedi appena menzionate, inizia l'esibizione dei cantanti, in ordine alfabetico.
- Orietta Berti - Città Verde
- Nicola Di Bari - Chitarra suona più piano
- Rosanna Fratello - Sono una donna, non sono una santa
- Massimo Ranieri - Via del Conservatorio
- Mino Reitano - Ciao vita mia
- Ornella Vanoni - Il tempo di impazzire
- Claudio Villa - La cosa più bella
- Iva Zanicchi - Coraggio e paura
  - Ospiti: Catherine Spaak e Vittorio De Sica[13]

## Classifica finale
1. Nicola Di Bari - Chitarra suona più piano (Cartoline: 600.415/ Punti cartoline: 73,77/ Voti giurie: 122/ TOTALE: 195.77)
2. Massimo Ranieri - Via del Conservatorio (Cartoline: 906.846/ Punti cartoline: 111.41/ Voti giurie: 70/ TOTALE: 181.41)
3. Iva Zanicchi - Coraggio e paura (Cartoline: 433.520/ Punti cartoline: 53.24/ Voti giurie: 99/ TOTALE: 152.26)
4. Orietta Berti - Città Verde (Cartoline: 569.533/ Punti cartoline: 69.97/ Voti giurie: 57/ TOTALE: 126.97)
5. Claudio Villa - La cosa più bella (Cartoline: 647.881/ Punti cartoline: 79.60/ Voti giurie: 43/ TOTALE: 122.60)
6. Mino Reitano - Ciao vita mia (Cartoline: 389.695/ Punti cartoline: 47.88/ Voti giurie: 39/ TOTALE: 86.88)
7. Rosanna Fratello - Sono una donna non sono una santa (Cartoline: 318.944/ Punti cartoline: 39.18/ Voti giurie: 34/ TOTALE: 73.18)
8. Ornella Vanoni - Il tempo di impazzire (Cartoline: 202.895/ Punti cartoline: 24.93/ Voti giurie: 36/ TOTALE: 60.93)